# Löwenkämpfer zu Pferde

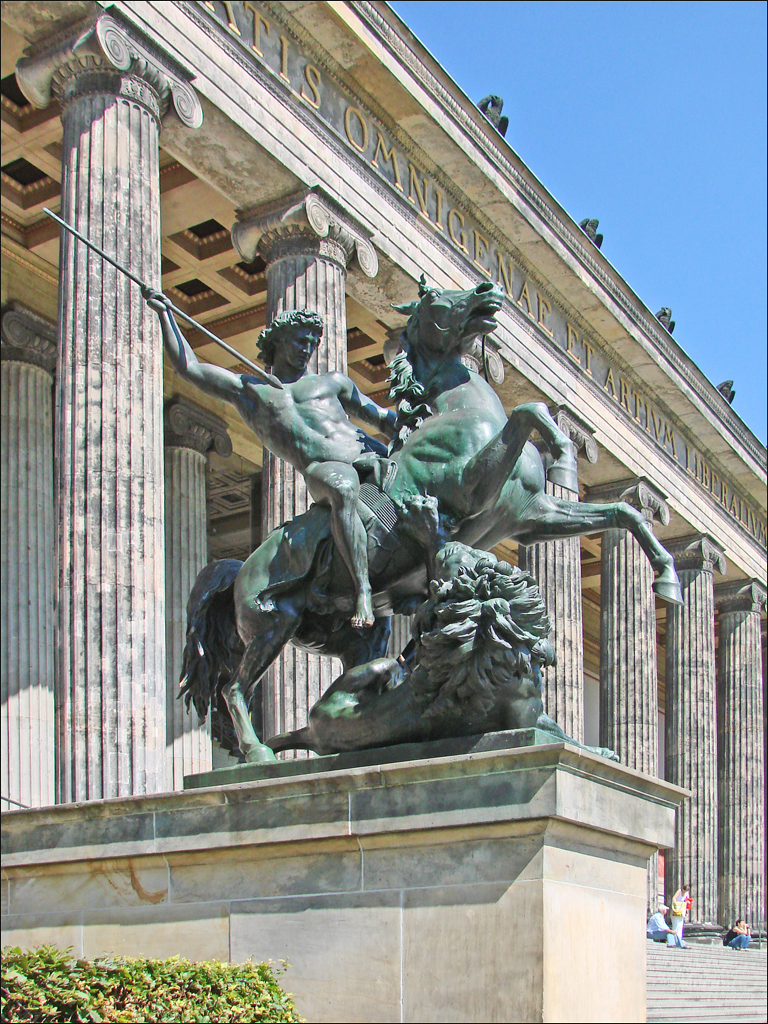
Löwenkämpfer zu Pferde links vor dem Alten Museum

Der Löwenkämpfer zu Pferde ist eine Bronzeplastik auf der westlichen Treppenwange des Alten Museums im Berliner Ortsteil Mitte. Sie wurde 1854 bis 1861 von Albert Wolff nach einem Entwurf von Christian Daniel Rauch im Stil des Realismus geschaffen und gehört zu den Meisterwerken der Berliner Bildhauerschule.

## Beschreibung
Die 4,50 Meter hohe Figurengruppe aus der Bronzegießerei Hermann Gladenbeck stellt einen Kämpfer zu Pferde dar, der sich mit einer Lanze gegen einen angreifenden Löwen wehrt. Sie bildet das Gegenstück zur Amazone zu Pferde von August Kiß auf der östlichen Treppenwange des Alten Museums. Außerdem korrespondierte sie mit den Rossebändigern von Peter Clodt von Jürgensburg auf der Gartenterrasse des Berliner Schlosses. Eine 1892 in deutsch-amerikanischer Zusammenarbeit hergestellte Kopie des Löwenkämpfers zu Pferde befindet sich auf der westlichen Treppenwange des Philadelphia Museum of Art.